# Septoria smilacinae
Septoria smilacinae är en svampart som beskrevs av Ellis & G. Martin 1882. Septoria smilacinae ingår i släktet Septoria och familjen Mycosphaerellaceae.   Inga underarter finns listade i Catalogue of Life.